# 麻家暖泉遗址
麻家暖泉遗址，位于中国甘肃省庆城县，为一个省级文物保护单位，类型为古遗址。
麻家暖泉遗址的历史年代为新石器时代。